# 星艦奇航記：第二期
《星艦奇航記：第二期》是一個胎死腹中的電視影集計畫，原本預定於1978年春季在派拉蒙打算成立的電視網中首播。故事內容是基於吉恩·羅登貝瑞原創的《星艦奇航記》角色與時空背景。影集主要是描述「星艦企業號」的航員進行第二次五年任務期間所發生的冒險故事（接續自前一個系列完結之後）。
影集原本計畫由威廉·薛特納（William Shatner）與德佛瑞斯特·凱利（DeForest Kelley）擔綱演出他們之前的角色詹姆斯·柯克與李奧納德·麥考伊。比較引人注目的是李奧納德·尼摩伊（Leonard Nimoy）的缺席，他因為關於史巴克這個角色的行銷議題，以及對這齣舞台劇的責任，所以回絕了這次的演出機會。
影集會加入幾個新成員，包括威廉·碟克（William Decker）中校、依莉亞（Ilia）上尉、以及瓦肯人榮（Xon）上尉等等。
儘管影集大部分的準備工作、許多電視等級的模型（包括星艦企業號本體以及許多試播章節裡的模型）、與十二集完整的劇本都已經完成，影集的製播計畫最後還是中止了，改而製作一部電影——《星艦迷航記》。電影裡所有角色都有出現（不過有的只有短短幾幕）。碟克和依莉亞成為貫穿這部電影的要角。榮上尉（現在叫做索納克（Sonak）中校）只出現了幾分鐘，在死於傳送器意外前也有幾句對白。扮演榮的演員，大衛·高崔奧斯（David Gautreaux），也在這部電影裡客串演出艾普希隆九號（Epsilon 9）太空站的布蘭區（Branch）指揮官。
在早期階段，榮原本叫做沙維克（Savik）。後來這個名字的變化型，莎維可（Saavik），用來命名電影《星戰大怒吼》裡面的一個女瓦肯人。
有兩集（「小孩」（The Child）和「惡魔的稅金」（Devil's Due））的劇本經過改寫之後，使用在影集《銀河飛龍》裡，因為當時發生了劇本作者罷工事件。此外，影集裡一些新元素最後也融入了《銀河飛龍》之中。例如瑞克中校（Riker）可以看成碟克的另一個版本；而星異（Troi）則是依莉亞的另一個版本。

## 已完成劇本列表
《星艦奇航記：第二期》總共完成了十二集的劇本：
| 集名稱   | 劇本作者                               | 劇情概要 |
| -------- | -------------------------------------- | --- |
|          | 哈洛德·李文斯通（Harold Livingston）                    | 這個兩小時的試播章節最後變成了電影《星艦迷航記》。描述一艘巨大的星艦橫渡宇宙到達地球以尋找它的原創人。                                                       |
| （或叫） | 渥利·松恩（Worley Thorne）                          | 在搜尋一艘失蹤的星艦時，企業號到達一個極為需要男人的世界。                                                                                                   |
|          | 希歐多爾·史德瓊（Theodore Sturgeon）                    | 企業號在兩個世界之間斡旋一件關於「監督者」（The Monitor）的爭執，在此同時，一個笨手笨腳的少尉忙於照顧一個外星嬰兒。                                                     |
|          | 賈倫·森摩斯（Jaron Summers）與瓊·波維爾（Jon Povil）         | 一個光形式生命體讓伊利亞懷孕，目的是要以達頓人（Deltan）的形式來體驗生命。企業號的外殼在穿越奇怪的星雲時開始崩解。這一集的創意後來運用到《銀河飛龍》同名的一集裡。 |
|          | 大衛·安普洛斯（David Ambrose）                      | 在搜尋一艘失蹤的星艦時，企業號被叫回一個太空站以參與一個非常奇怪的戰爭遊戲。                                                                                 |
|          | 威廉·道格拉斯·蘭斯福特（William Douglas Lansford）             | 企業號在跟行星納鐵拉（Naterra）進行第一次接觸時，一個神話怪物出現。它是在千年以前被賣給這個星球以換取和平。這一集的創意後來運用到《銀河飛龍》同名的一集裡。         |
|          | 約翰·馬利帝茲·盧卡斯（John Meredyth Lucas）               | 企業號被派往克林貢首都星球去幫助凱西亞（Ksia，克林貢未成年的領導者），阻止他的攝政王對星際聯邦發動戰爭。                                                         |
|          | （不詳）                               | 企業號遇到一艘被遺棄的克林貢巡洋艦，上面只有一個生命體——一個來自地球18世紀的貴族巴比（Lord Bobby）。                                                                   |
|          | 理查·巴哈（Richard Bach）                          | 企業號遇到一艘睡眠船，在船上碟克、史考特、和蘇魯被困在一個16世紀火燒女巫的模擬情境之中。                                                                     |
|          | 瑪格麗特·阿曼（Margaret Armen）與阿佛瑞德·哈里斯（Alfred Harris） | 在調查一艘古老的星艦時，企業號被一道刺眼的光線擊中，這讓航員們遭到洗腦，全部變成了野蠻人。                                                                   |
|          | 諾曼·史賓拉德（Norman Spinrad）                      | 企業號陷入一場太陽系規模的邏輯遊戲之中，如果贏了，就可以「得到全部」，即一個巨大的知識寶庫。                                                                 |
|          | 拉瑞·亞歷山大（Larry Alexander）                      | 在一場克林貢人的攻擊行動期間，柯克下令進行緊急傳送上船，卻被傳送到夏威夷的珍珠港，時間就在日本人攻擊珍珠港之前。                                             |

## 正史相關議題
由於派拉蒙影業公司和羅登貝瑞決定說只有真人演出、公開播映的事件才夠資格算是正史，加上一些主要元素，包括兩集劇本併入其他星艦影集的事實，《第二期》已經沒有什麼可以納入正史的了。這也產生了一些混亂，因為許多來源建議說第二個五年探索任務（順便帶出《第二期》）是在電影《星艦迷航記》後發生的。然而，螢幕上沒有任何參考資料說柯克被指派進行這個任務，所以除非將來有電視影集或是電影這麼說，否則這個任務只能被視為同人誌（fanon）的推測。